# Teatro Texas
El Teatro Texas (en inglés: Texas Theatre) es una sala de cine y punto importante de Dallas ubicado en el barrio de Oak Cliff en Dallas, Texas al sur de Estados Unidos. Ganó fama histórica el 22 de noviembre de 1963, por ser el sitio donde se realizó la detención de Lee Harvey Oswald por el asesinato del presidente estadounidense John F. Kennedy y el asesinato del oficial de policía de Dallas J.D. Tippit. Hoy, alberga una mezcla de repertorio de cine y eventos especiales. Cuando abrió por primera vez en 1931, el Teatro de Texas fue el mayor cine en las cercanías de Dallas y era parte de una cadena de teatros financiados por Howard Hughes. 